# 五郎沟河
五郎沟河，位于中国云南省中南部，是小河底河左岸支流，发源于建水县青龙镇业租村田房，蜿蜒向西流经石屏县牛街镇甲乙己村腊里河、他克莫，异龙镇马鞍山村等地，最后于牛街镇老旭甸村羊奶菜坡西北汇入小河底河。河流全长39.4公里，流域面积391.6平方公里，落差1087米，年均径流量5870万立方米。流域大部分位于石屏县南部，地貌多为中山峡谷。